# Stenocaris gracilis
Stenocaris gracilis is een eenoogkreeftjessoort uit de familie van de Canthocamptidae. De wetenschappelijke naam van de soort werd in 1909 voor het eerst geldig gepubliceerd door Georg Ossian Sars.